# Musée Rude
Le musée Rude est un musée situé à Dijon en Côte-d'Or (Bourgogne-Franche-Comté), à la fois un musée d'art consacré au sculpteur dijonnais François Rude, un des maîtres de l'école romantique au XIXe siècle, et un musée archéologique de l'ancien castrum de Dijon du IIIe siècle. Il est fondé par la ville de Dijon en 1947 dans une partie de l'ancienne église Saint-Étienne du XIe siècle.
Labellisé Musée de France depuis le 1er février 2003, il est rattaché au musée des beaux-arts de Dijon qui en assure sa gestion. 

## Localisation
Le musée est aménagé dans le transept et le chœur de l'ancienne église Saint-Étienne. L'entrée se fait par la façade Nord du transept, au 8 rue Vaillant.
La nef de l'église, accessible par le portail donnant sur la place du Théâtre, est quant à elle occupée depuis 2009 par la bibliothèque municipale du centre-ville « La Nef » (précédemment la Chambre de commerce et d'industrie de Dijon jusqu'en 2007).

Vues extérieures de l'église Saint-Étienne
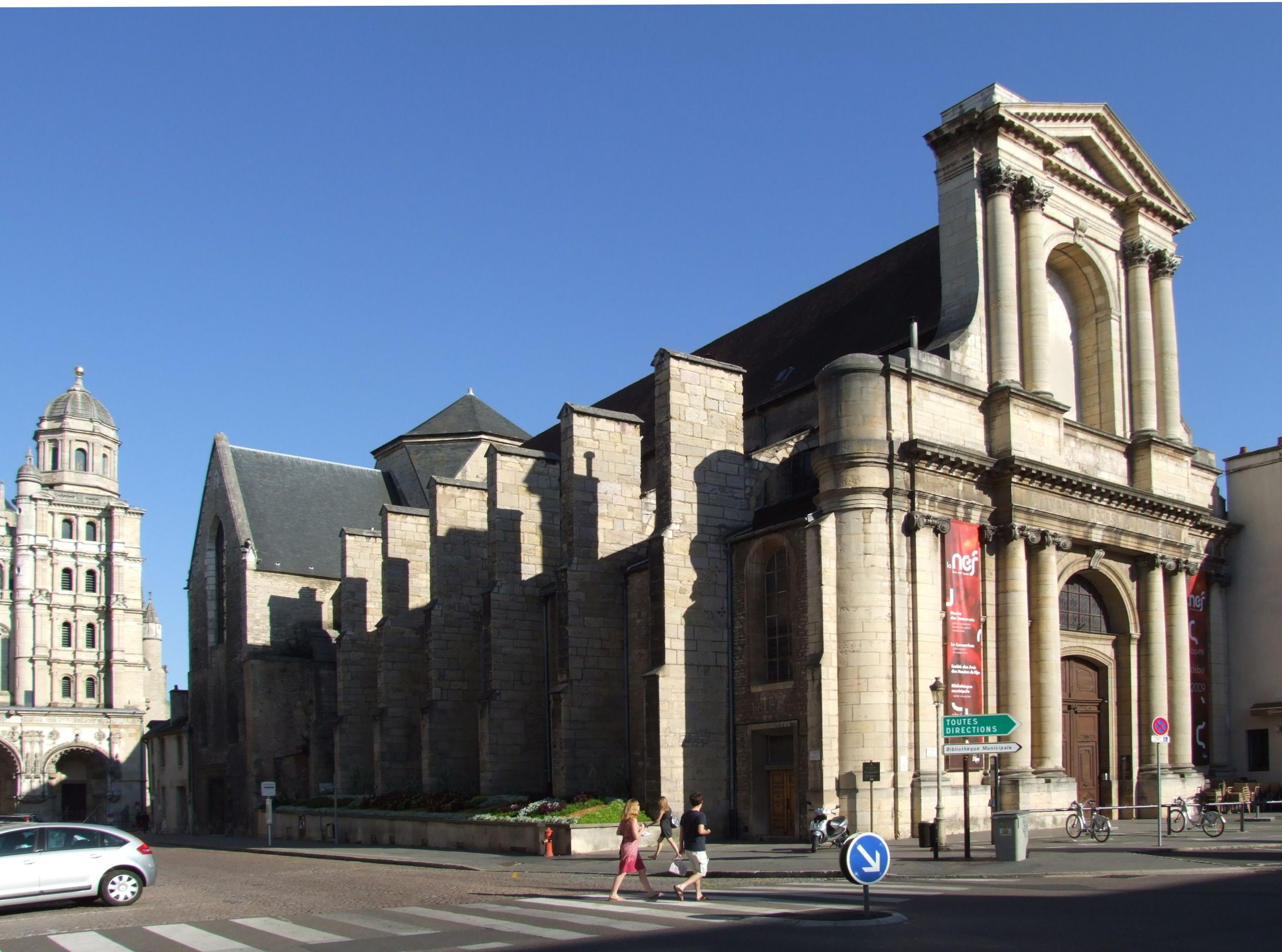
Vue d'ensemble de l'église Saint-Étienne.
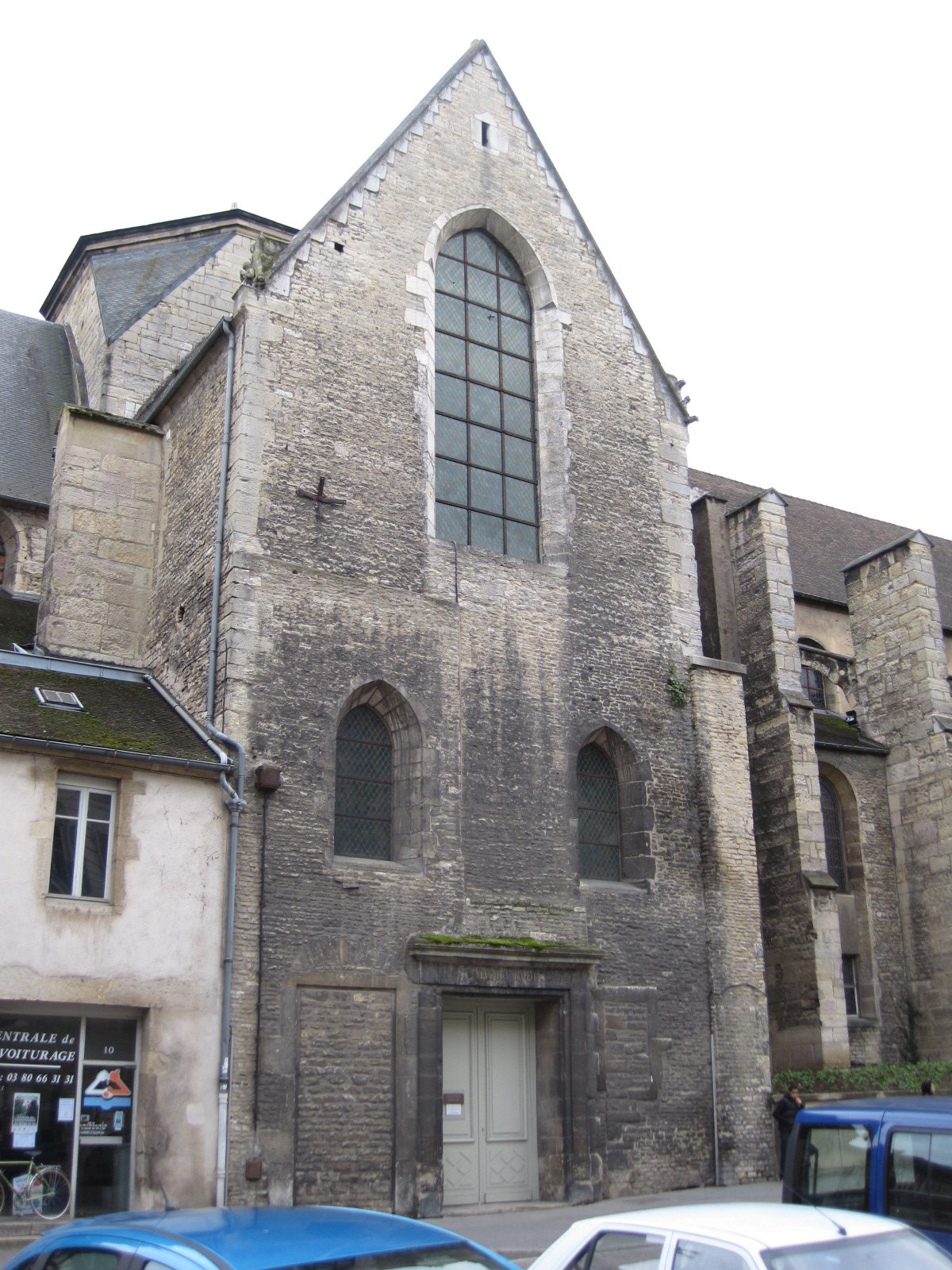
Façade Nord du transept, avec l'entrée du musée.
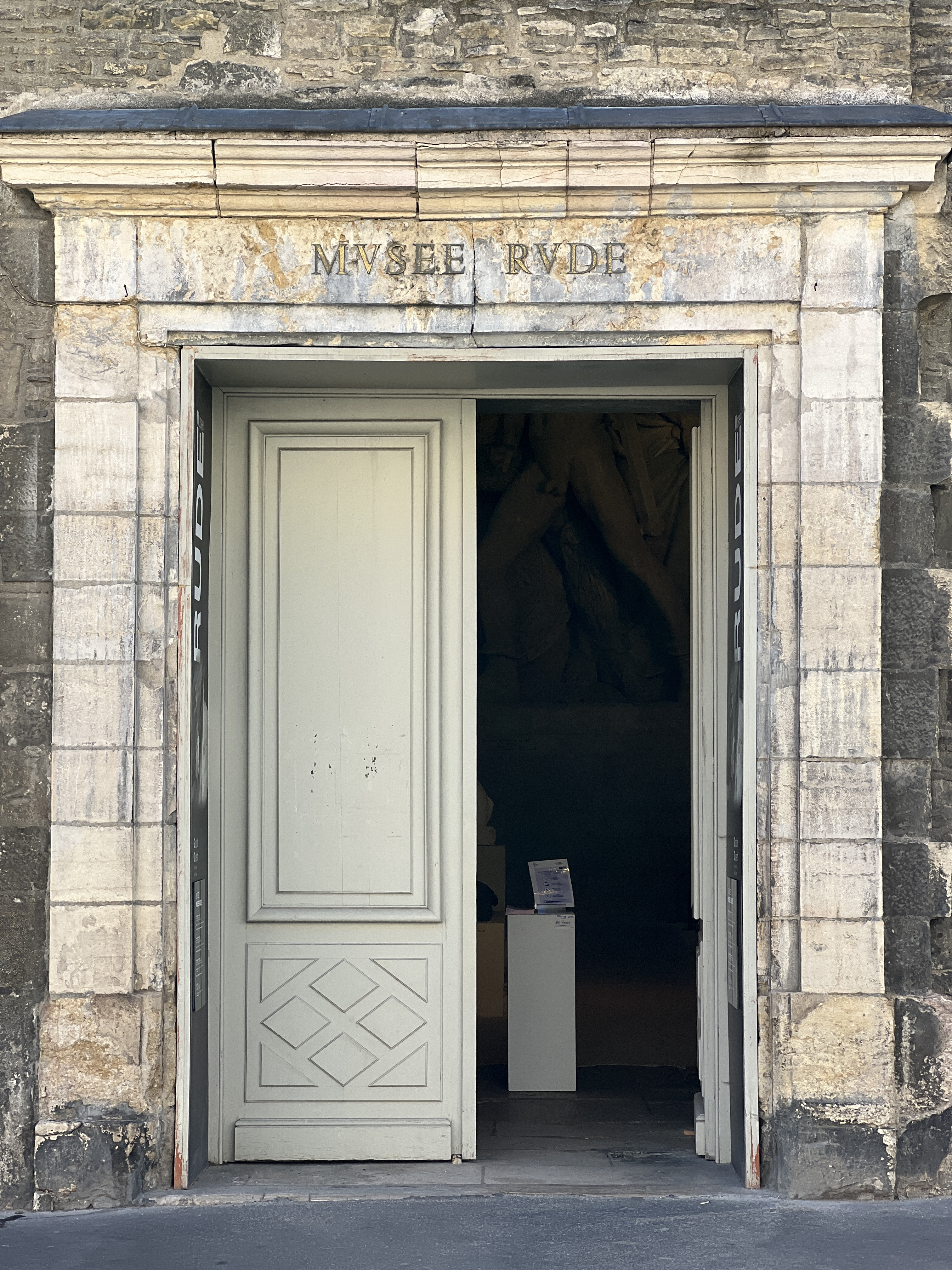
Porte d'entrée du musée.

## Musée d'art (transept)
Dans le transept, le musée expose des moulages en plâtre grandeur nature des principales œuvres de François Rude exposées dans d'autres musées de France ou dans l'espace public en France. La plupart ont été commandés par la municipalité de Dijon entre 1887 et 1910. Celui du Départ des volontaires de 1792 a été commandé en 1938 par l'État, qui craignait la destruction de l'Arc de triomphe de l'Étoile pendant la Seconde Guerre mondiale.

Vues intérieures du musée d'art
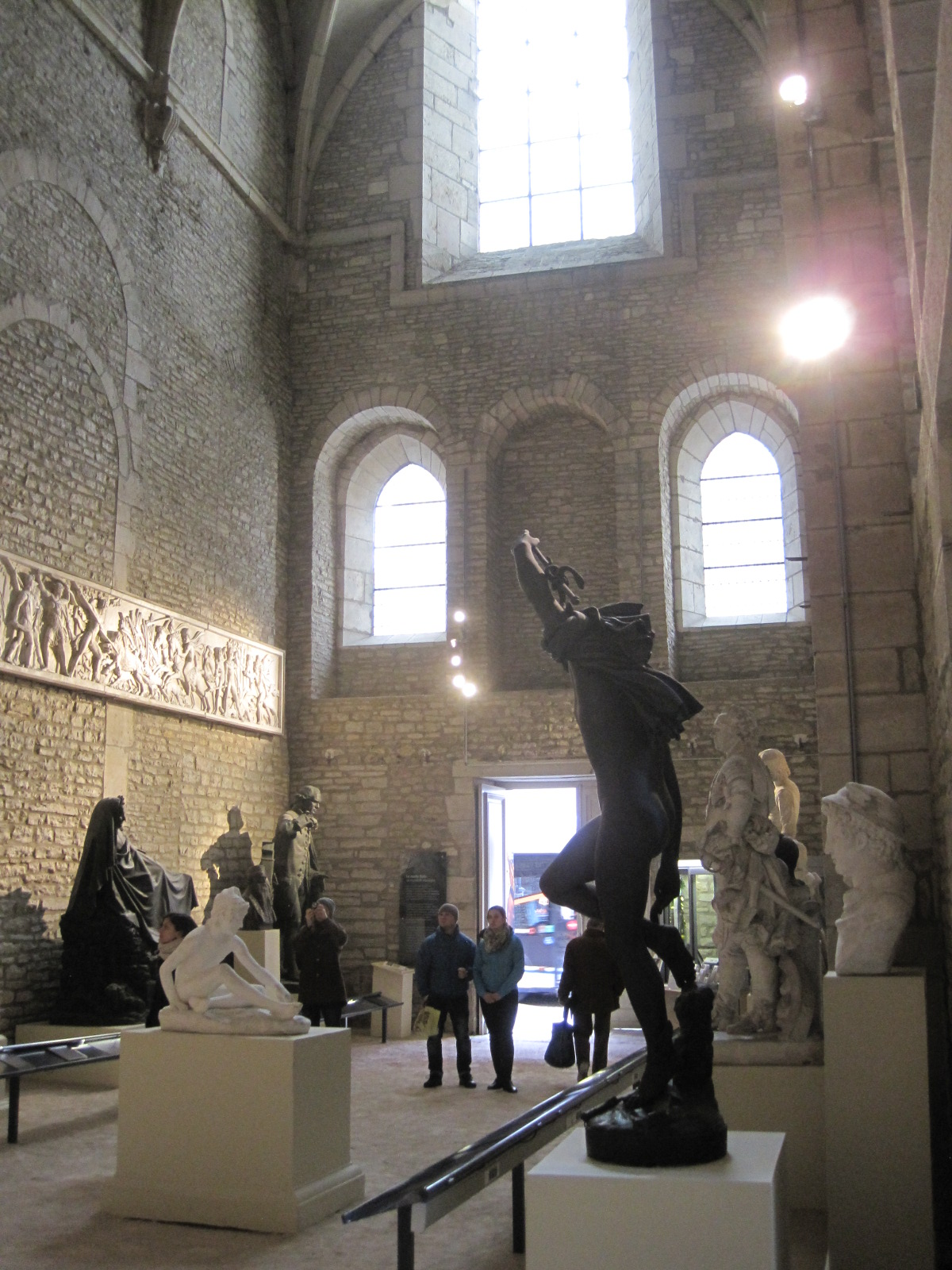
Avec l'entrée du musée au fond.
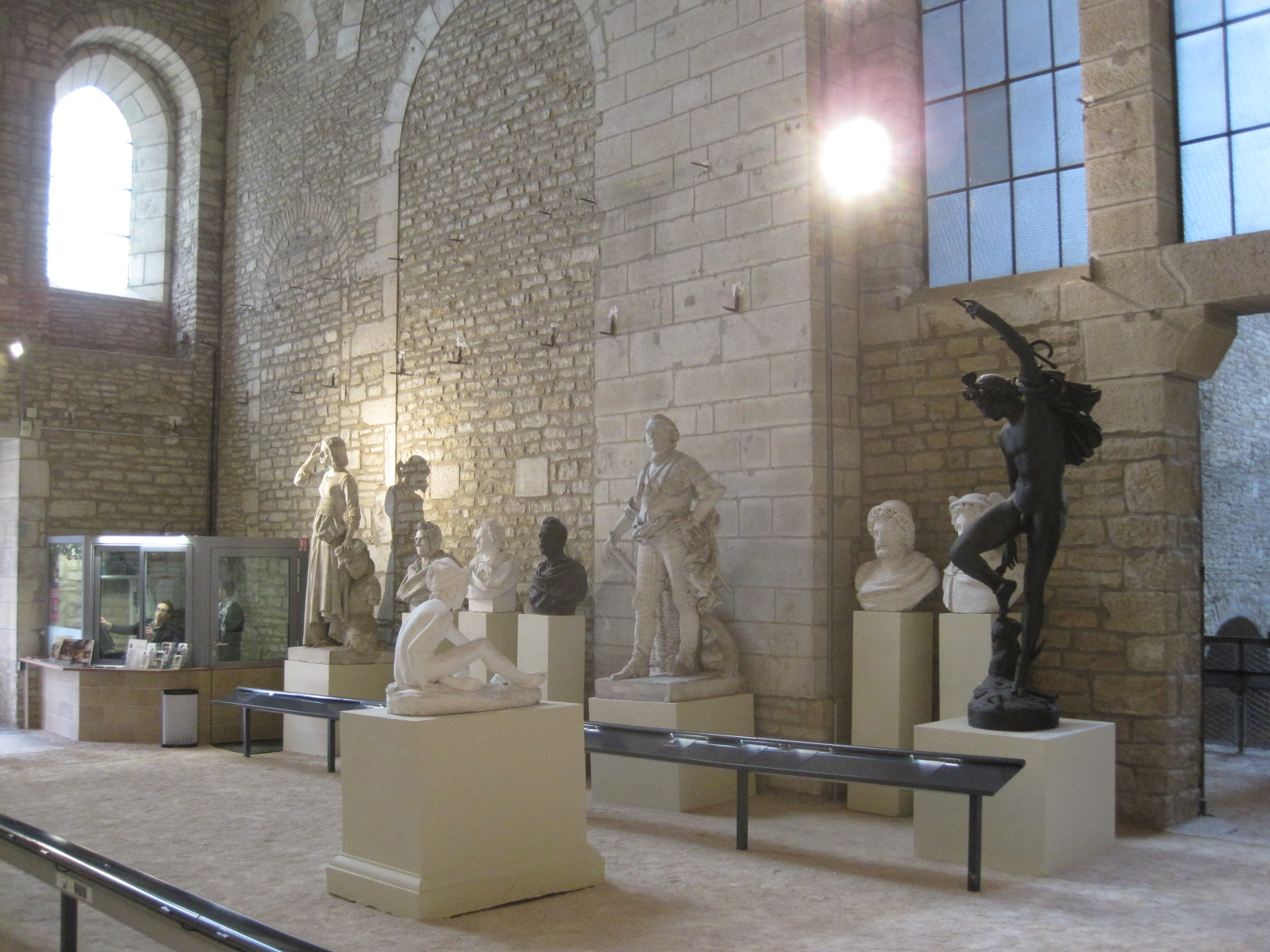
Avec l'accueil du musée sur la gauche et l'entrée du chœur sur la droite.

| Image | Titre                                                | Auteur        | Lieu de l'original                  |
| ----- | ---------------------------------------------------- | ------------- | ----------------------------------- |
|       | Buste de François Rude                               | Paul Cabet    |                                     |
|       | Le Départ des volontaires de 1792 ou La Marseillaise | François Rude | Paris, Arc de triomphe de l'Étoile  |
|       | Mercure rattachant ses talonnières                   | François Rude | Paris, musée du Louvre              |
|       | Gaspard Monge, mathématicien                         | François Rude | Beaune, place Monge                 |
|       | Jeanne d'Arc écoutant ses voix                       | François Rude | Paris, musée du Louvre              |
|       | Maréchal Ney                                         | François Rude | Paris, avenue de l'Observatoire     |
|       | Napoléon Bonaparte s'éveillant à l'immortalité       | François Rude | Fixin, parc Noisot                  |
|       | Buste de La Pérouse, navigateur et explorateur       | François Rude |                                     |
|       | Tête du Christ crucifié                              | François Rude | Paris, église Saint-Vincent-de-Paul |
|       | Tête de vieux guerrier gaulois.                      | François Rude |                                     |
|       | La Bonté                                             | François Rude |                                     |
|       | Maréchal de Saxe                                     | François Rude |                                     |
|       | Jeune pêcheur napolitain jouant avec une tortue      | François Rude | Paris, musée du Louvre              |
|       | Mercure                                              | François Rude |                                     |
|       | Vulcain                                              | François Rude |                                     |
|       | Gisant de Godefroi Cavaignac                         | François Rude | Paris, cimetière de Montmartre      |
|       | Buste de Jacques-Louis David                         | François Rude |                                     |
|       | Buste de James Demontry                              | François Rude |                                     |

## Musée archéologique (chœur)

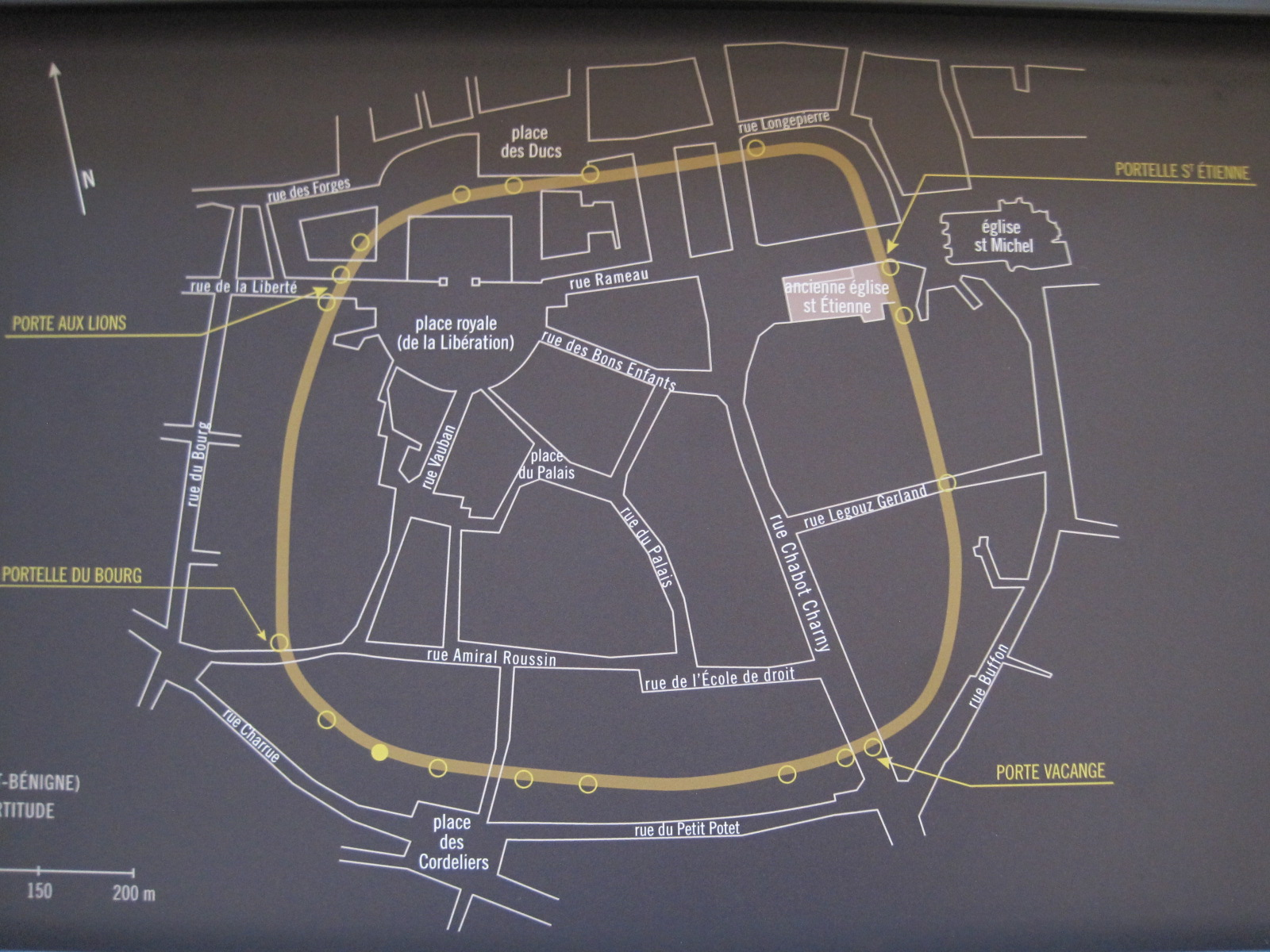
Plan de l'ancien castrum de Dijon, sur un panneau du musée.

Dans le chœur, le musée expose également des vestiges archéologiques de la crypte du XIe siècle et de l'ancienne porte Saint-Etienne du castrum de Dijon du IIIe siècle sur lesquels est construite l'église.

Vestiges de la crypte et de la porte Saint-Étienne du castrum de Dijon
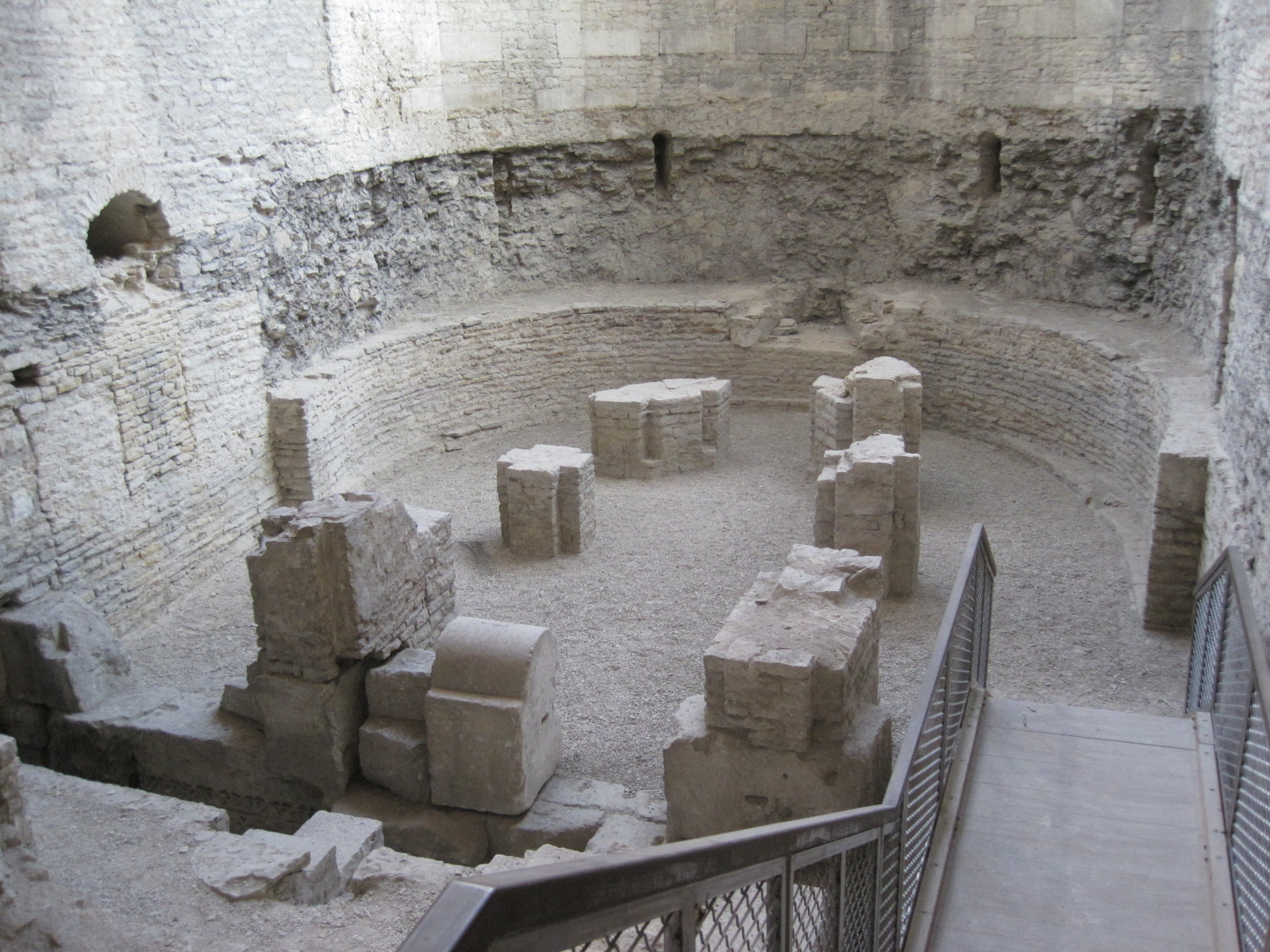
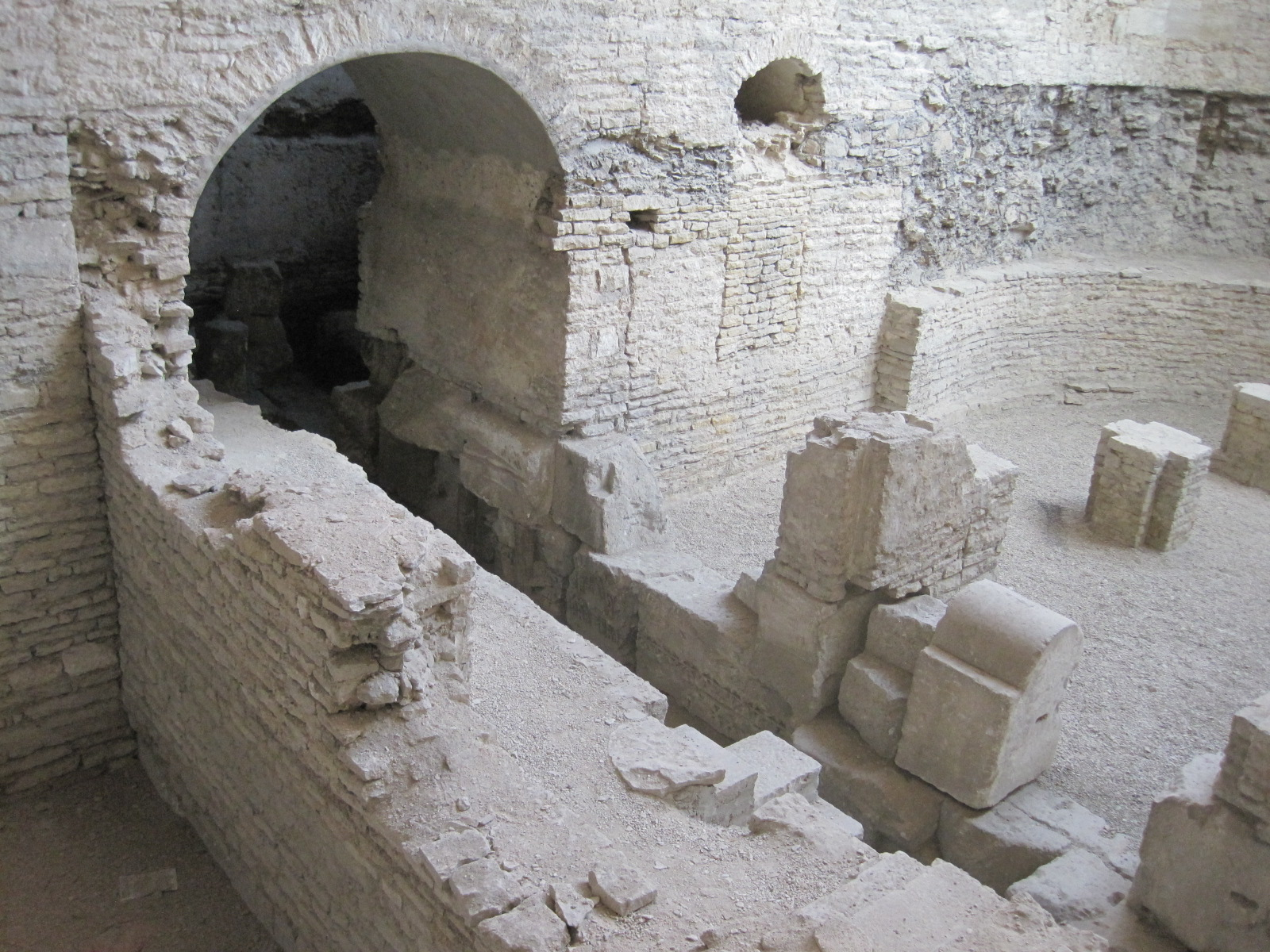
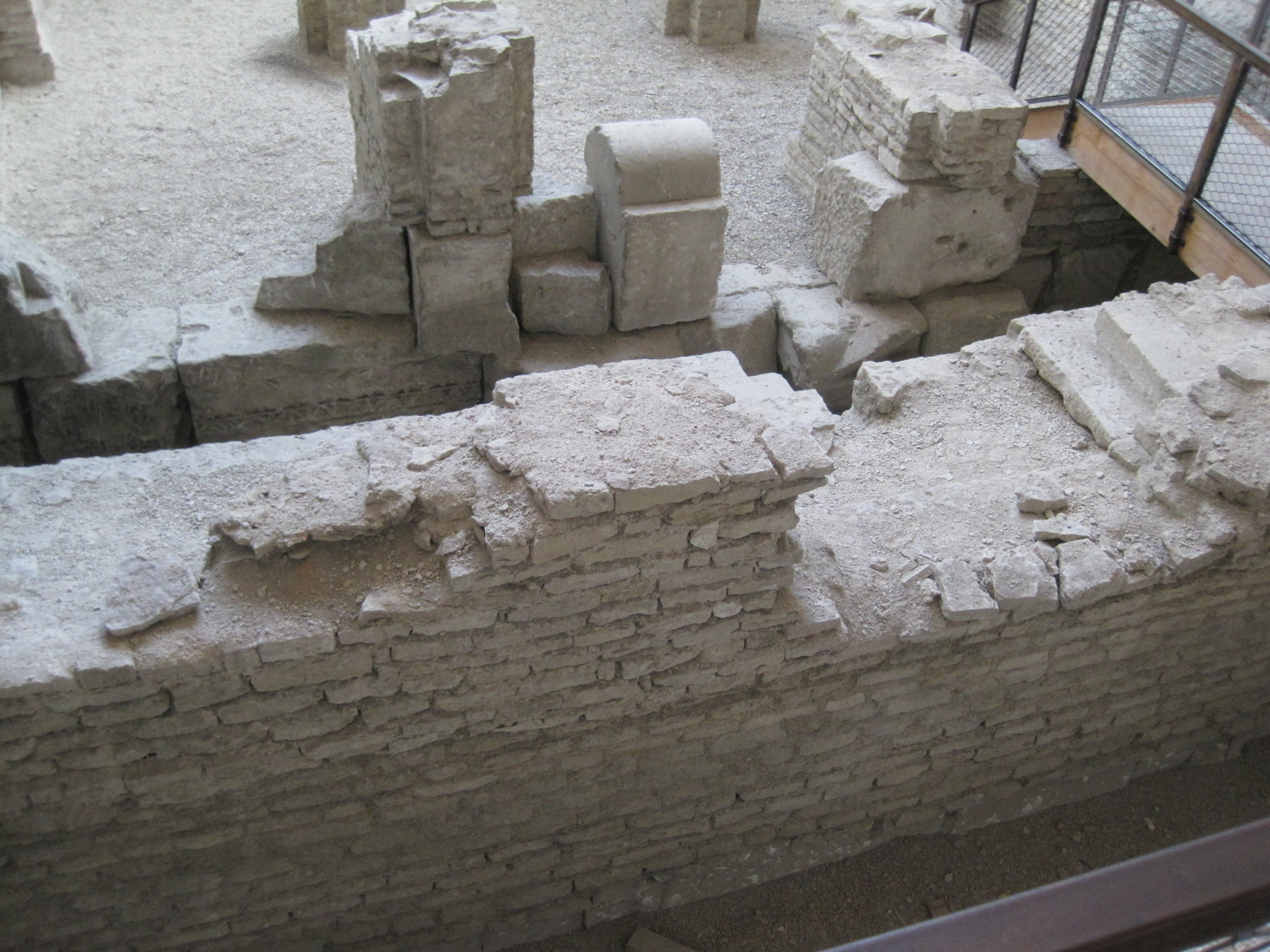